# Амурская социалистическая советская республика
Аму́рская сове́тская социалисти́ческая респу́блика (также Аму́рская трудова́я социалисти́ческая респу́блика, или Аму́рская социалисти́ческая федерати́вная респу́блика) (10 апреля — 18 сентября 1918) — территориальное образование, провозглашённое на территории Амурской области в 1918 году, формально находившееся в составе РСФСР. Столица — город Благовещенск.

## Образование
С началом гражданской войны в Благовещенске развернулась крупномасштабная борьба за власть между Благовещенским советом, городской думой и Областной земской управой.
13 (26) января 1918 года Благовещенский Совет рабочих и солдатских депутатов объявил о взятии им власти в городе в свои руки, а уже в 25 февраля 1918 года состоявшийся в Благовещенске IV областной съезд крестьянских делегатов и Благовещенский Совет объявили о переходе власти в Амурской области к Советам. Земства и городское самоуправление были упразднены.
С 6 по 13 марта 1918 года земская управа и областное казачье правление организовали мятеж против Советской власти во главе с атаманом Гамовым, но были жестоко подавлены, что обеспечило восстановление власти Советов.
10 апреля 1918 года на V крестьянском съезде было принято постановление об организации Амурской Трудовой Социалистической Республики — составной части РСФСР.

## Органы власти и руководители
Для общего руководства был избран исполком в составе 30 членов, председателем исполкома стал Ф. Н. Мухин.
По предприятиям были созданы фабрично-заводские коллективы. На общегородском собрании представителей таких коллективов создавался городской комитет, а в областном масштабе общее управление находилось в руках Совета народного хозяйства. Председателем Совнархоза был избран М. Э. Дельвиг.
Также в республике были созданы военно-революционный штаб, контрольная комиссия, комиссия по борьбе с контрреволюцией, ревтрибунал.

## Ликвидация
На протяжении всего времени существования республики остатки антибольшевистских сил продолжали борьбу против Советской власти с китайской территории. В связи со свержением Советской власти во Владивостоке 29 июня возник Уссурийский фронт, и республике пришлось направлять туда воинские части, что в значительной мере ослабило её военную силу. В августе усилилась антисоветская деятельность внутри республики. Начались восстания казаков и крестьян прибрежных к Амуру селений. 18 сентября 1918 года в Благовещенск и на территорию области вторглись войска интервентов и белогвардейских соединений. Советские отряды отступили в северные районы Амурской области и продолжали сопротивление. Амурская трудовая социалистической республика прекратила своё существование.